# 欧文圣托派尼
欧文圣托派尼，1982年出生，是一位美国职业健美运动员，生于康乃狄克州。13岁开始从事健美训练，2004年开始正式参加美国比赛，2006年赢得美国重量级健美比赛冠军和青年锦标赛所有奖项。目前已是职业重量级健美运动员。

## 基本信息
国籍：美国
出生地：康乃狄克州
出生日期：1982年
职业：健美运动员